# Nell (película)
Nell, titulada en castellano Nell en España y Una chica llamada Nell en Hispanoamérica, es una película dramática, que fue dirigida por Michael Apted. Los principales protagonistas de la película son Jodie Foster y Liam Neeson.

## Argumento
Nell (Jodie Foster) es una mujer que ha vivido toda su vida en la naturaleza, en contacto solo con su hermana (muerta) y su madre (también muerta y quien padeció un trastorno del habla conocido como afasia). Cuando dos científicos, Jerry Lovell (Liam Neeson) y Paula Olsen (Natasha Richardson), descubren a Nell tratan de investigarla, estudiarla, con el fin de averiguar cómo ha sobrevivido durante toda su vida en medio del bosque.
Tratarán de descifrar su extraña lengua, sus extrañas costumbres e intentarán que se relacione con humanos, pero poco a poco se darán cuenta de que este extraordinario ser les enseñará mucho más de la vida de lo que ellos se imaginaban en un principio.

## Reparto
- Jodie Foster - Nell
- Liam Neeson- Jerome Lovell
- Natasha Richardson - Paula Olsen
- Richard Libertini - Dr. Alexander "Al" Paley
- Nick Searcy - Sheriff Todd Peterson
- Jeremy Davies - Billy Fisher
- Robin Mullins - Mary Peterson
- Joe Inscoe - Juez

## Recepción crítica y comercial
La película fue estrenada el 14 de diciembre de 1994 en Estados Unidos y el 3 de marzo de 1995 en España. Se estrenó en únicamente dos salas en territorio estadounidense, recaudando más de 60.000 dólares en sus primeros tres días, posteriormente las copias aumentaron hasta 1.236; recaudando finalmente en Estados Unidos 33 millones de dólares. Sumando las recaudaciones internacionales la cifra asciende a 106 millones. Se desconoce cuál fue el presupuesto invertido en la producción. 
Según la página de Internet Rotten Tomatoes obtuvo un 52% de comentarios positivos. Destacar el comentario del crítico cinematográfico Clint Morris:

"Jodie Foster está completamente entregada a su personaje".
Clint Morris.

## Premios
Óscar
| Año  | Categoría    | Persona      | Resultado |
| ---- | ------------ | ------------ | --------- |
| 1995 | Mejor actriz | Jodie Foster | Candidata |

Globos de Oro
| Año  | Categoría                | Persona                  | Resultado |
| ---- | ------------------------ | ------------------------ | --------- |
| 1995 | Mejor película dramática | Mejor película dramática | Candidata |
| 1995 | Mejor actriz en drama    | Jodie Foster             | Candidata |
| 1995 | Mejor banda sonora       | Mark Isham               | Candidato |

Premios del Sindicato de Actores
| Año  | Categoría    | Persona      | Resultado |
| ---- | ------------ | ------------ | --------- |
| 1995 | Mejor actriz | Jodie Foster | Ganadora  |

David Di Donatello
| Año  | Categoría               | Persona      | Resultado |
| ---- | ----------------------- | ------------ | --------- |
| 1995 | Mejor actriz extranjera | Jodie Foster | Ganadora  |

## Localizaciones
Nell se rodó entre el 11 de abril y el 18 de junio de 1994 en diversas localizaciones de Estados Unidos. Destacando numerosas poblaciones del estado de Carolina del Norte, como por ejemplo la ciudad de Charlotte.

## DVD
Nell salió a la venta el 2 de marzo de 2004 en Estados Unidos, en una nueva edición, en formato DVD. El disco contiene menús interactivos, acceso directo a escenas, subtítulos y audio en múltiples idiomas, comentario de Jodie Foster y comentarios del director Michael Apted. En España no se encuentra disponible en formato DVD.